# Aspila peltigera
Aspila peltigera är en fjärilsart som beskrevs av Ignaz Schiffermüller 1776. Aspila peltigera ingår i släktet Aspila och familjen nattflyn. Inga underarter finns listade i Catalogue of Life.

## Bildgalleri

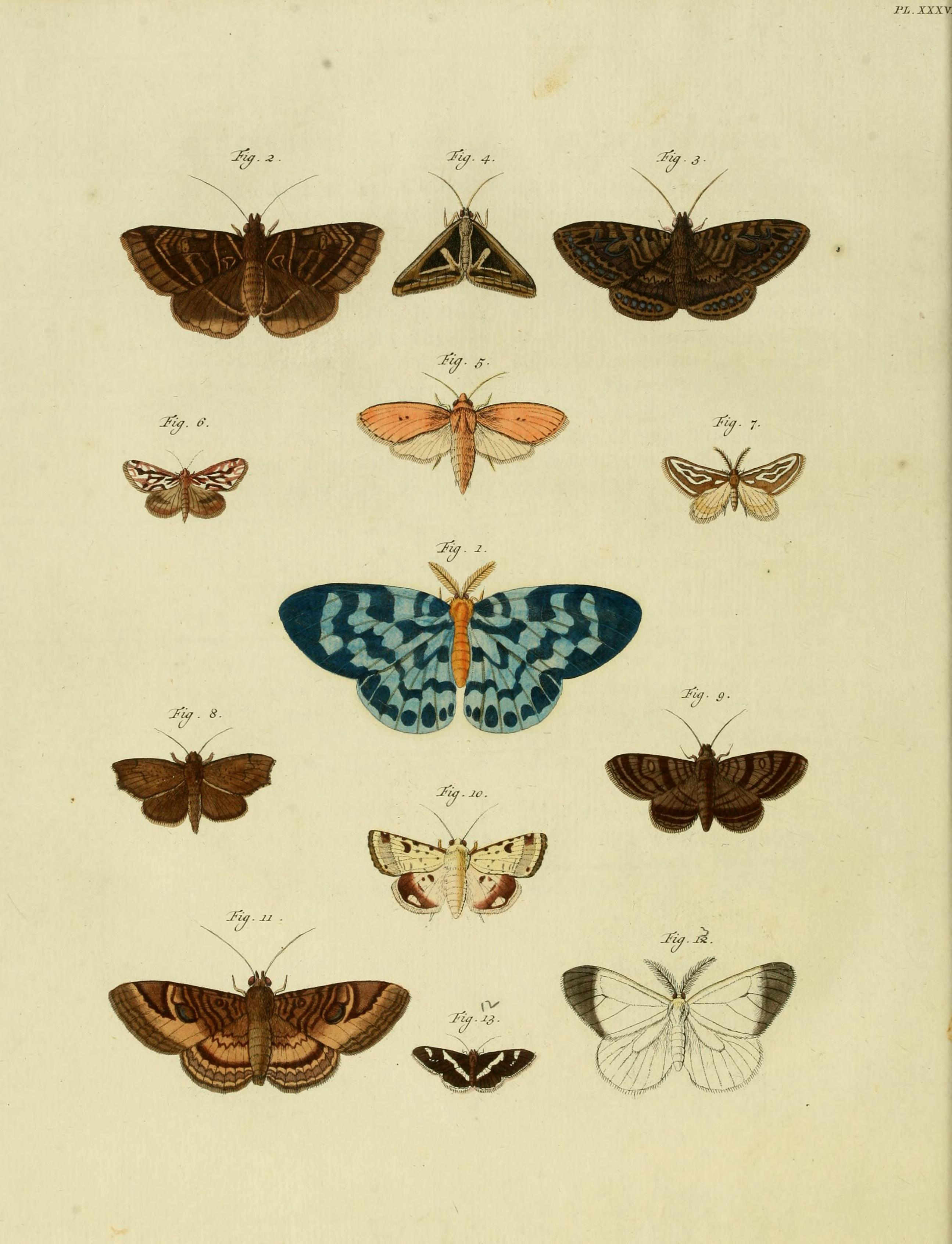
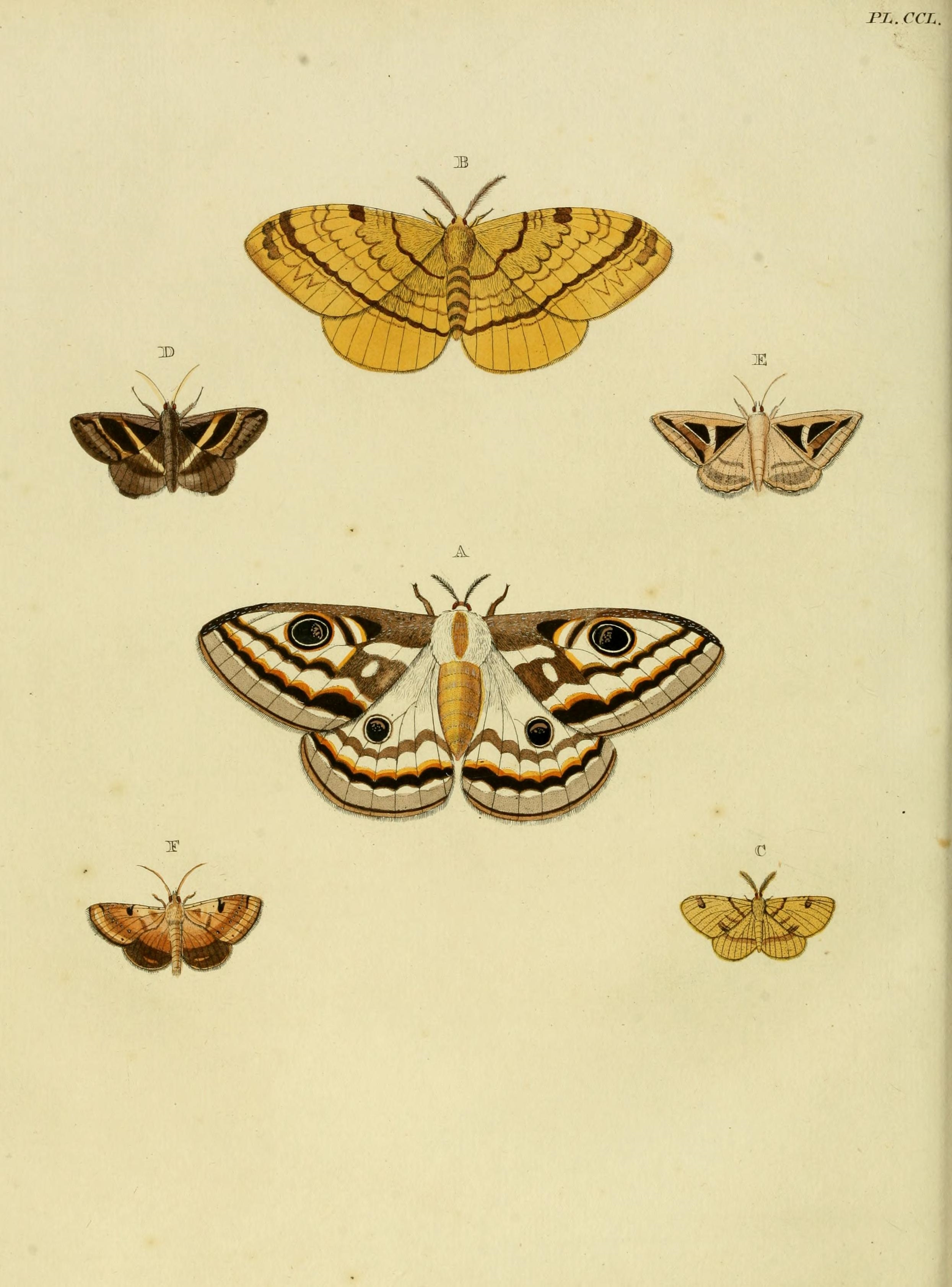